# Ephraim Katzir

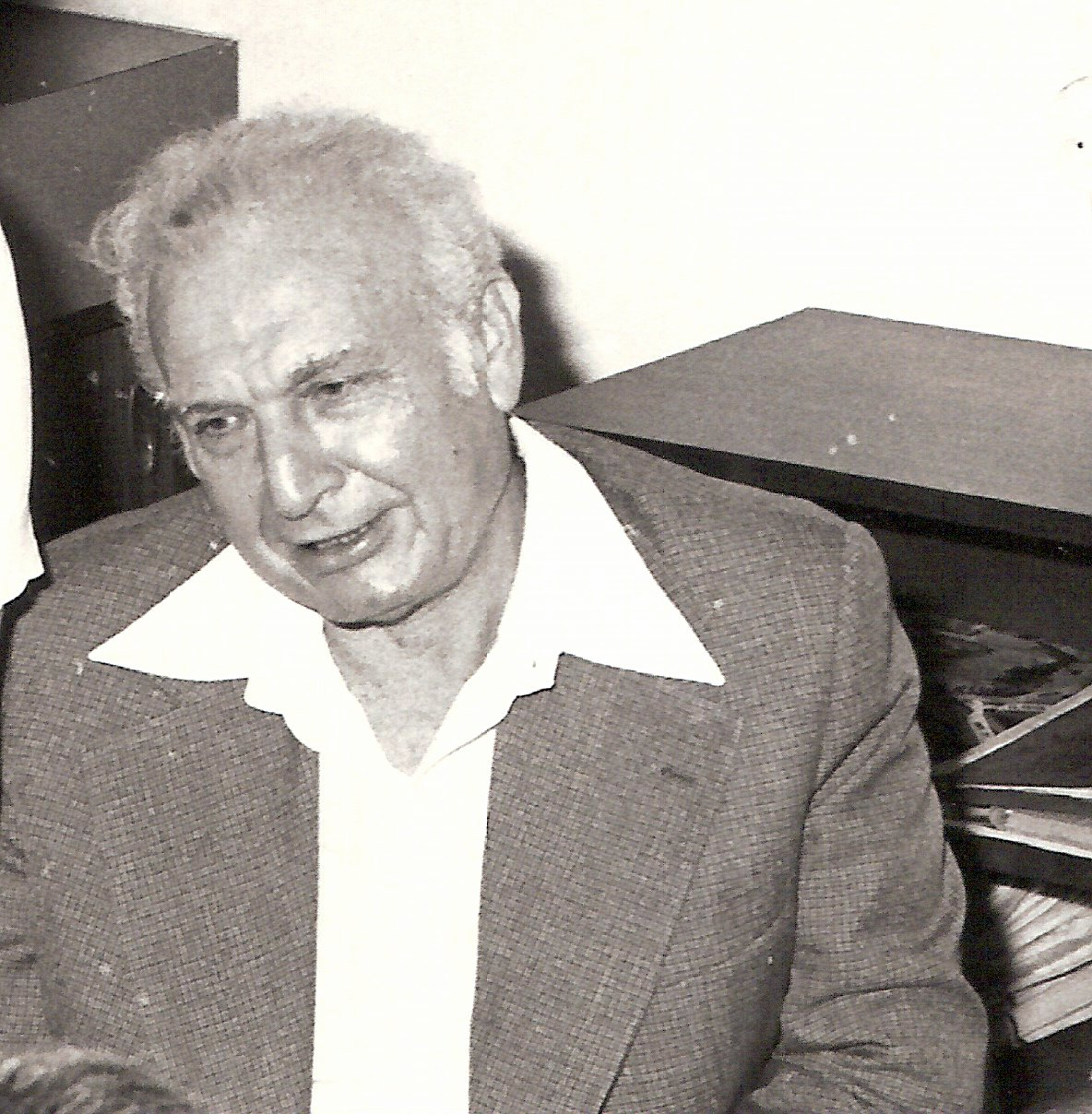
Ephraim Katzir (1977)

Ephraim Katzir (Hebreeuws: אפרים קציר), geboren als Ephraim Katchalski (Oekraïens: Ефраї́м Качальський) (Kiev, 16 mei 1916 - Rehovot, 30 mei 2009) was een Israëlische biofysicus en voormalig politicus voor de Arbeidspartij. Als vierde president van Israël diende hij één termijn van vijf jaar, te weten van 1973 tot 1978.

## Naam
Katzir werd geboren in Oekraïne. Hij veranderde in 1973 zijn achternaam Katchalski in de Hebreeuwse naam Katzir, nadat hij was verkozen tot president. In de wetenschappelijke gemeenschap is hij echter onder zijn oude naam bekend gebleven.

## Levensloop
In 1925 emigreerde Katzir met zijn familie naar het toenmalig Britse mandaatgebied Palestina. Hij studeerde biologie aan de Hebreeuwse Universiteit van Jeruzalem, waar hij zijn doctoraat behaalde.
Na een onderzoeksperiode buiten Israël, keerde hij terug en werd hoofd van de faculteit van biofysica aan het Weizmann Instituut van Wetenschappen in Rehovot. In de Arabisch-Israëlische Oorlog van 1948 was hij daar hoofd van een afdeling voor biologische oorlogvoering. Hij ontwikkelde een blindmakend middel dat, zo liet hij aan David Ben Goerion weten, op dieren werkte. Hij stelde Ben Goerion voor het in de oorlog te gebruiken. 1966 werd hij hoofdwetenschapper in het Israëlisch defensieleger.
Ephraims broer Aharon, een fysisch chemicus, werd in 1972 vermoord tijdens een aanval door het Japanse Rode Leger op Luchthaven Ben-Gurion.
Tijdens het presidentschap van Katzir vond in 1973 de Jom Kipoeroorlog plaats.
Enkele maanden later liet hij - in een gesprek met een Internationale groep wetenschapsjournalisten - weten dat zijn land over een "nucleaire capaciteit beschikte". Op een vraag van een van hen of hij zich daar geen zorgen over maakte, antwoordde hij:"Waarom zouden wij ons daar zorgen over maken? Laat de wereld dat doen!".
Onder zijn presidentschap kwam voor het eerst in de Israëlische geschiedenis rechts aan de macht onder leiding van Menachem Begin. Toch kwam in die periode het vredesproces tussen Israël en zijn buurlanden op gang. In november 1977 was Katzir gastheer van de Egyptische president Anwar Sadat tijdens diens historische bezoek.
Ephraim Katzir ontving in 1985 de Japanprijs.